# Cerro Horcón de Piedra
Cerro Horcón de Piedra är ett berg i Chile.   Det ligger i provinsen Provincia de Melipilla och regionen Región Metropolitana de Santiago, i den södra delen av landet, 60 km sydväst om huvudstaden Santiago de Chile. Toppen på Cerro Horcón de Piedra är 2 048 meter över havet.
Terrängen runt Cerro Horcón de Piedra är bergig åt sydväst, men åt nordost är den kuperad. Runt Cerro Horcón de Piedra är det ganska glesbefolkat, med 35 invånare per kvadratkilometer.. Det finns inga samhällen i närheten. 
Trakten runt Cerro Horcón de Piedra består i huvudsak av gräsmarker.